# فلاديمير دراغيشيفيتش
فلاديمير دراغيشيفيتش مواليد 30 مايو 1986 في ستنيي، جمهورية يوغوسلافيا الاشتراكية الاتحادية، هو لاعب كرة سلة مونتينيغري. بدأ مسيرته الاحترافية في سنة 2004. يلعب مع نادي جلونا غورا لكرة السلة كلاعب وسط. يحمل الرقم 18.

## المسيرة الاحترافية
لعب مع نادي بودوشنوست لكرة السلة من سنة 2007 إلى 2011، ثم لعب مع ساسكي باسكونيا في الدوري الإسباني في سنة 2011، ثم لعب مع نادي جلونا غورا لكرة السلة في موسم 2013–2014، ثم لعب مع بانفيت لكرة السلة في الدوري التركي في موسم 2014–2015، ثم لعب مع نادي جلونا غورا لكرة السلة في سنة 2016.

## إحصائيات المسيرة

### الدوري الأوروبي
| السنة   | الفريق                     | لعب | بدأ | دقيقة | ميداني% | ثلاثية | حرة  | ارتداد | صنع | استلاب | تصدي | نقطة | أداء |
| ------- | -------------------------- | --- | --- | ----- | ------- | ------ | ---- | ------ | --- | ------ | ---- | ---- | ---- |
| 2013–14 | نادي جلونا غورا لكرة السلة | 10  | 9   | 27.9  | .641    | .000   | .577 | 6.7    | 1.5 | .6     | .9   | 14.7 | 18.7 |
| المسيرة |                            | 10  | 9   | 27.9  | .641    | .000   | .577 | 6.7    | 1.5 | .6     | .9   | 14.7 | 18.7 |

## روابط خارجية
- فلاديمير دراغيشيفيتش على موقع الاتحاد الدولي لكرة السلة (الإنجليزية)
- فلاديمير دراغيشيفيتش على موقع الدوري الأوروبي لكرة السلة (الإنجليزية)
- فلاديمير دراغيشيفيتش على موقع الدوري الإسباني لكرة السلة (الإسبانية)
- فلاديمير دراغيشيفيتش على موقع كرة السلة الأوروبية.كوم (الإنجليزية)
- فلاديمير دراغيشيفيتش على موقع ريلجم (الإنجليزية)
- فلاديمير دراغيشيفيتش على موقع بروبوليرز (الإنجليزية)
- فلاديمير دراغيشيفيتش على موقع سبورتس رفرنس (الإنجليزية)